# Spirit of Discovery

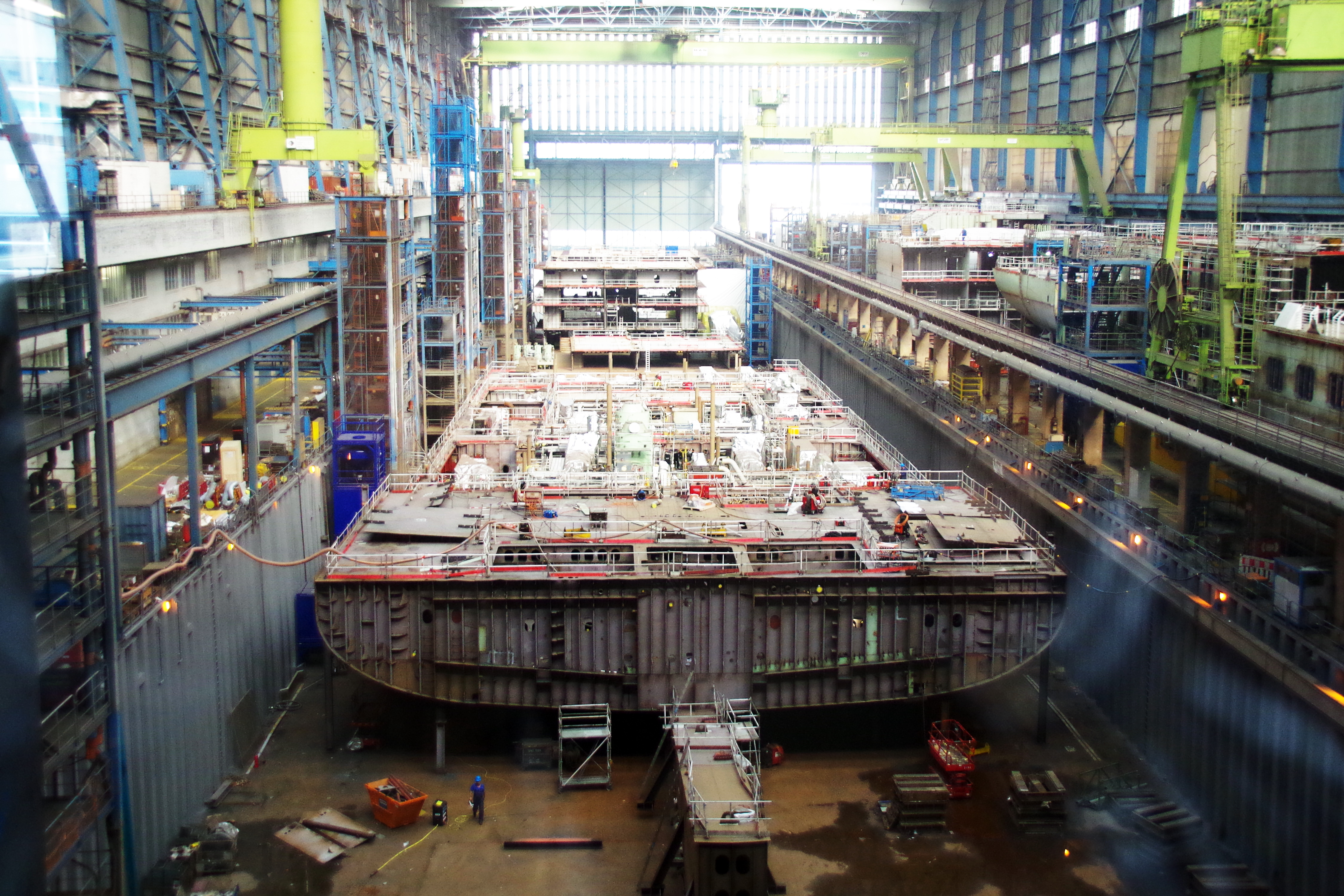
Das Schiff im Bau, August 2018

Die Spirit of Discovery ist ein Kreuzfahrtschiff der britischen Reederei Saga Cruises.

## Geschichte
Das Schiff wurde unter der Baunummer S714 auf der Meyer-Werft in Papenburg für Saga Cruises gebaut. Die Spirit of Discovery ist der erste Neubau für die Reederei, vorherige Schiffe hatte Saga Cruises jeweils gebraucht übernommen.
Bestellt wurde das Schiff Ende September 2015. Dabei wurde auch die Option auf ein zweites Schiff vereinbart. Der Bau des Schiffes begann mit dem ersten Stahlschnitt am 28. Februar 2018. Die Kiellegung fand am 28. Juni 2018, das Ausdocken aus dem Baudock am 12. Mai 2019 statt. Einzelne Rumpfsektionen wurden von einer polnischen Werft zugeliefert. Die Emspassage von Papenburg nach Emden erfolgte von 26. auf den 27. Mai 2019. Fertigstellung und Ablieferung des Schiffes erfolgten am 24. Juni 2019 in Emden. Vertraglich vereinbart war eine Ablieferung bereits am 20. Juni 2019, die Vertragsstrafe betrug 220.000 Euro täglich. Getauft wurde das Schiff am 5. Juli 2019 in Dover. Taufpatin war die damalige Herzogin Camilla. Das Schiff ersetzte die bereits im April 2019 außer Dienst gestellte und verkaufte Saga Pearl II. Es verließ Dover für die erste Kreuzfahrt am 10. Juli 2019. Infolge der COVID-19-Pandemie wurde das Schiff 2020 aus der Fahrt genommen und Ende Juni 2021 wieder in Fahrt gesetzt.
Entworfen wurde das Schiff vom finnischen Schiffsarchitekturbüro Foreship in Zusammenarbeit mit der Meyer-Werft. Inneneinrichtung und Ausstattung des Passagierbereichs wurden von dem in London ansässigen Unternehmen SMC Design entworfen. Die Spirit of Discovery hat mit der Spirit of Adventure ein Schwesterschiff. Bei diesem wurde für den Entwurf der Inneneinrichtung und der Ausstattung des Passagierbereichs das ebenfalls in London ansässige Unternehmen AD Associates beauftragt. Die beiden als Schwesterschiffe sonst weitgehend identischen Schiffe verfügen so über unterschiedliche Einrichtungen.

### Zwischenfälle
Im November 2023 geriet das Schiff in der Biskaya in einen Sturm. Dabei wurden über 100 Passagiere verletzt, von denen einer später im Krankenhaus seinen Verletzungen erlag.

## Technische Daten und Ausstattung
Der Antrieb des Schiffes erfolgt dieselelektrisch durch zwei Siemens-Propellergondeln, die von jeweils einem permanenterregten Synchronmotor mit 6500 kW Leistung angetrieben werden. Das Schiff ist mit zwei elektrisch mit jeweils 2200 kW Leistung angetriebenen Bugstrahlrudern ausgerüstet.
Für die Stromerzeugung stehen vier von Neunzylinder-Dieselmotoren des Herstellers MAN Energy Solutions (Typ: 9L32/44CR) mit jeweils 5400 kW Leistung angetriebene Siemens-Generatoren mit jeweils 5840 kVA Scheinleistung zur Verfügung. Als Notgenerator wurde ein von einem Dieselmotor des Herstellers Mitsubishi Heavy Industries (Typ: S12R-M(P)TA) angetriebener Generator verbaut. Die Motoren sind mit einer SCR-Abgasnachbehandlungsanlage zur Reduktion von Stickoxiden und Abgaswäschern ausgerüstet.
Das Schiff verfügt über 14 Decks, zehn davon sind für Passagiere zugänglich. An Bord befinden sich mehrere Restaurants und Bars, außerdem unter anderem ein Theater, eine Bibliothek, ein Wellnessbereich, eine Sauna, ein Fitnessraum und ein Pool. Das Schiff wird mit einer Passagierkapazität von 987 Personen vermarktet. Für Passagiere stehen 554 Kabinen – 445 Doppel- und 109 Einzelkabinen – zur Verfügung. Die Kabinen befinden sich auf Deck 7 bis Deck 11 und Deck 13. Alle Kabinen sind Außenkabinen mit eigenem Balkon. Die Brücke befindet sich auf Deck 11 im vorderen Bereich der Decksaufbauten. Sie ist vollständig geschlossen. Die Nocken gehen zur besseren Übersicht bei An- und Ablegemanövern und dem Manövrieren in engen Fahrwassern über die Schiffsbreite hinaus.